# Cecil von Renthe-Fink
Cecil von Renthe-Fink (Breslavia, 27 gennaio 1885 – Monaco di Baviera, 22 agosto 1964) è stato un ambasciatore tedesco, plenipotenziario della Danimarca durante l’occupazione nazista dal 9 aprile 1940 al 1942.

## Biografia
Nominato ambasciatore a Copenaghen nel 1936, tre anni dopo si iscrive al partito nazista.
Dopo l'occupazione nazista della Danimarca viene nominato plenipotenziario. Nel 1942, a seguito della crisi del telegramma viene sostituito con Werner Best e viene inviato in Francia.